# Distretto di Bùrėn
Il distretto di Bùrėn è uno dei ventisette distretti (sum) in cui è suddivisa la provincia del Tôv, in Mongolia. Conta una popolazione di 3.209 abitanti (censimento 2007). 